# Naháč
Naháč est un village de Slovaquie situé dans la région de Trnava.

## Histoire
Première mention écrite du village en 1426.

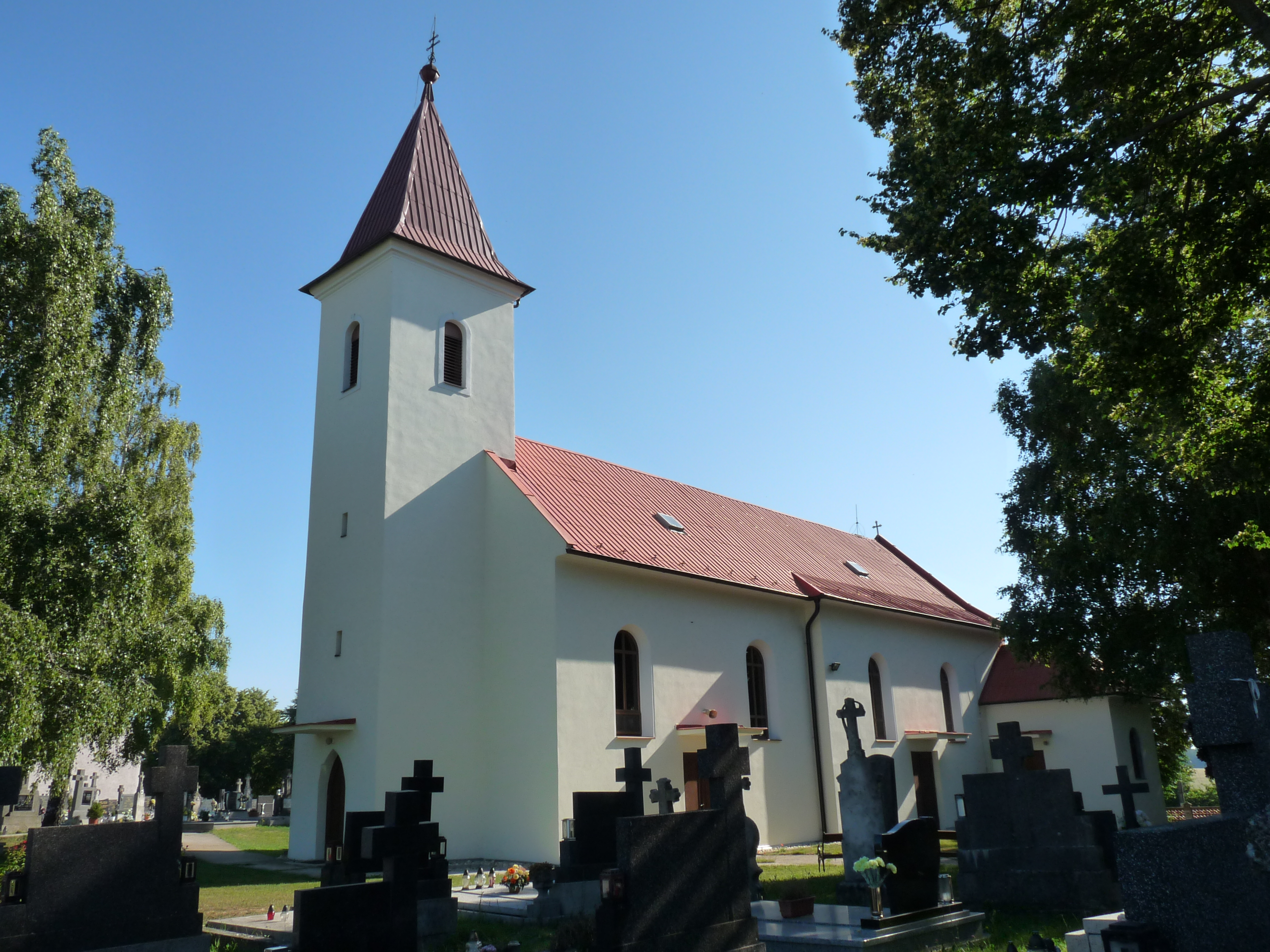
Église de Naháč

## Démographie

### Évolution de la population
| Année:               | 1994. | 2004.   | 2014.   | 2024.    |
| -------------------- | ----- | ------- | ------- | -------- |
| Nombre de personnes: | 458   | 441     | 446     | 395      |
| Différence:          |       | -3,71 % | +1,13 % | -11,43 % |

| Année:               | 2023. | 2024.   |
| -------------------- | ----- | ------- |
| Nombre de personnes: | 396   | 395     |
| Différence:          |       | -0,25 % |